# Ford Orion
Ford Orion je označení pro karosářskou verzi modelu Ford Escort se stupňovitou zádí bez pátých dveří. Ford Orion se vyráběl a prodával pod tímto názvem v letech 1983-1993. Od roku 1993 se nadále obdobný automobil vyráběl, ale již pod označením Ford Escort.

## 1. generace
První generace se prodávala v letech 1983-1986. V motorizaci 1.3 a 1.6 s výbavou L, GL a Ghia.

## 2. generace
Druhá generace se prodávala v letech 1986-1990.

## 3. generace
Třetí generace se vyráběla v letech 1990-1992.
- L (1992), 1.8 diesel
- LX (1990–1992), 1.3, 1.4, 1.6, 1.8 16v, 1.8 diesel
- GLX (1990–1991), 1.3, 1.4, 1.6
- Ghia (1990–1992), 1.3, 1.4, 1.6, 1.8 16v, 1.8 diesel
- Ghia Si (1992), 1.8 16v

## 4. generace
Čtvrtá generace se vyráběla v letech 1992-1993. V srpnu 1993 se rozhodlo sloučit Oriona s Escortem.
- L (1992–1993), 1.8 diesel
- LX (1992–1993), 1.3, 1.4, 1.6, 1.8 16v, 1.8 diesel
- CLX (1992–1993), 1.3, 1.4, 1.6, 1.8 16v, 1.8 diesel
- Ghia (1992–1993), 1.3, 1.4, 1.6, 1.8 16v, 1.8 diesel

## Fotogalerie

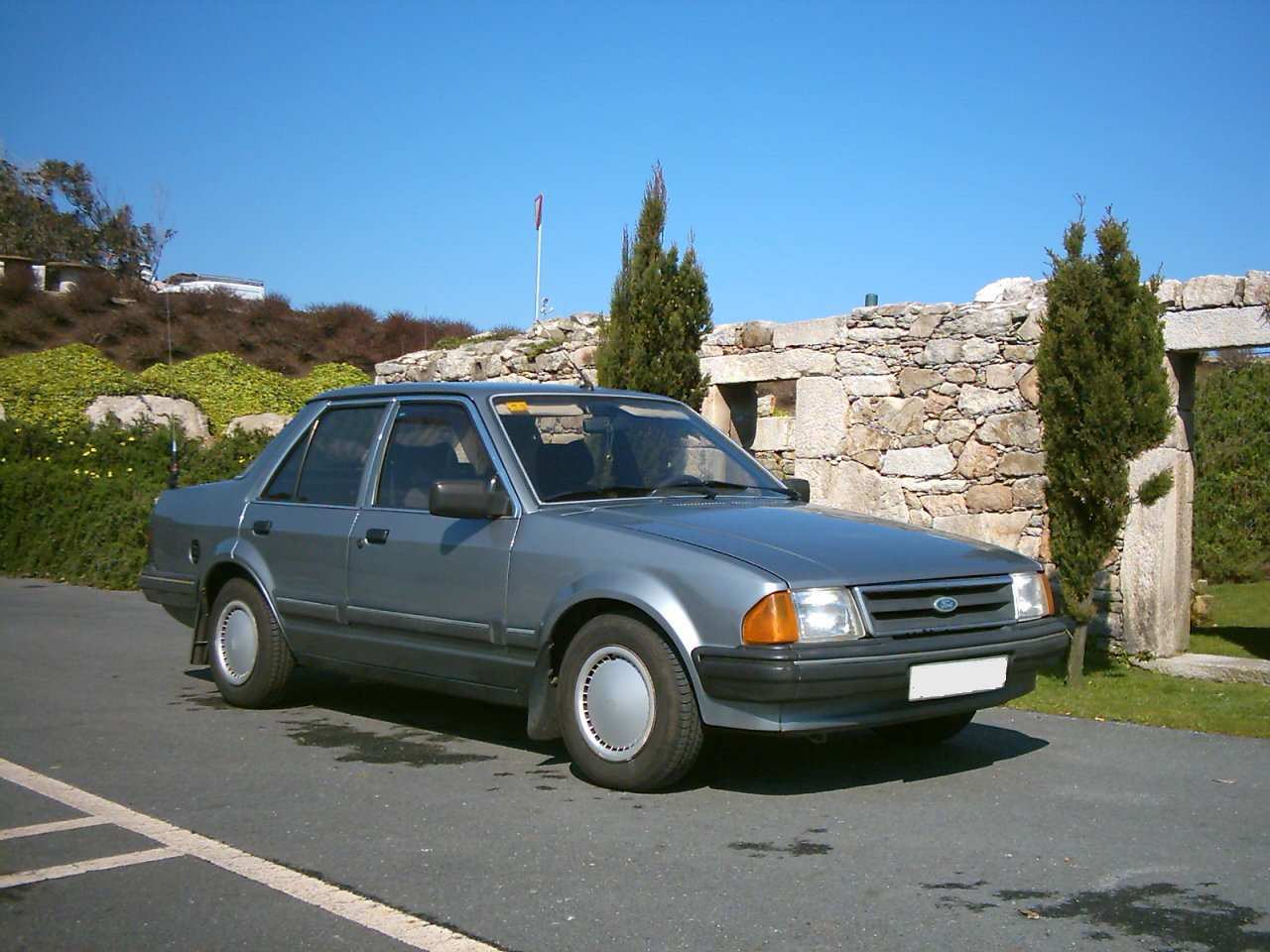
1. generace
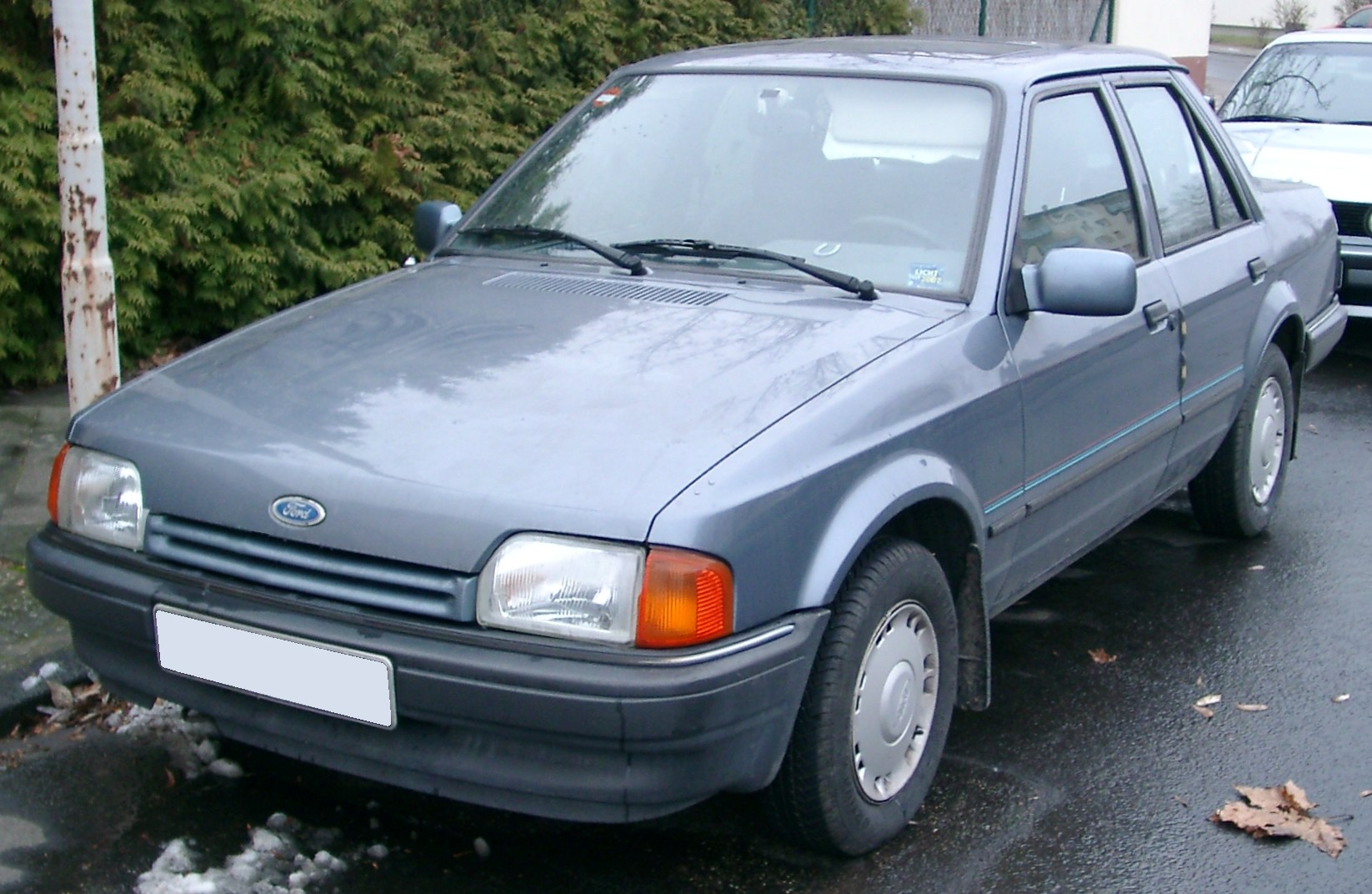
2. generace
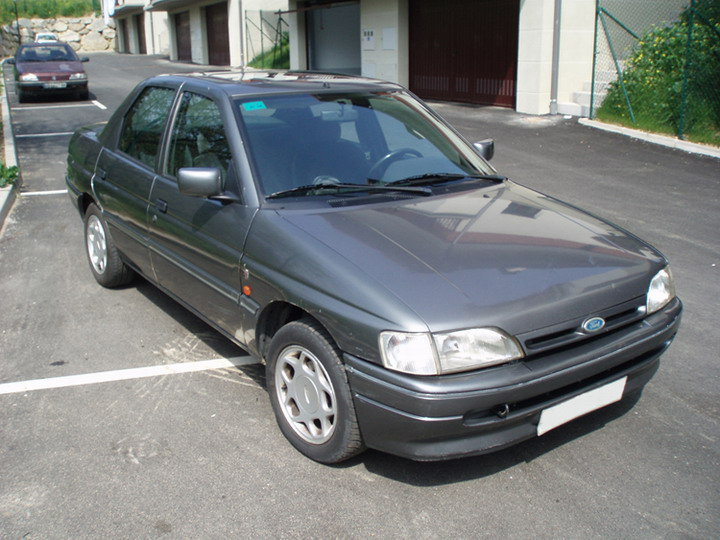
3. generace
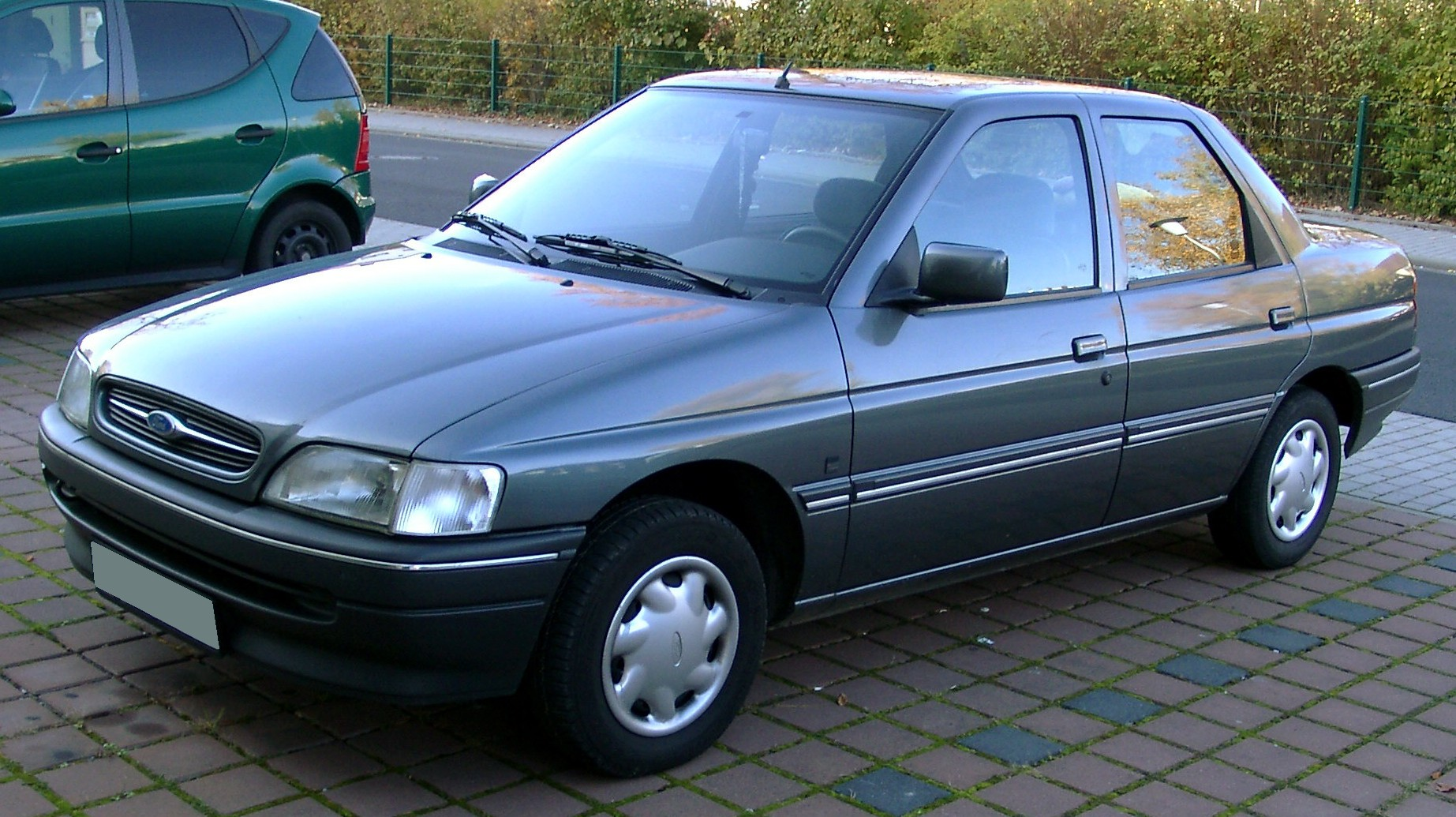
4. generace